# سام بیکر
سام بیکر (انگلیسی: Sam Baker؛ ‏ ۷ مهٔ ۱۹۰۷ – ۸ مهٔ ۱۹۸۲) بازیگر اهل ایالات متحده آمریکا بود.
از فیلم‌هایی که وی در آن‌ها نقش داشته‌است، می‌توان به قهرمان شماره یک مردم، بینوایان، زنان همه ملت‌ها، فریاد دوردست و دزد بغداد اشاره نمود.